# Curt von François-Feste
Die Curt von François-Feste (auch kurz: Von François-Fort) ist die Ruine eines militärischen Lagers an der heutigen Hauptstraße C28, rund 56 Kilometer westlich vom Zentrum der namibischen Hauptstadt Windhoek. Das kleine Fort wurde von der ersten Schutztruppe unter Curt von François angelegt und nach ihm benannt.
Die aus Bruchsteinen erbaute Feste besitzt bei einer Grundfläche von etwa 8 × 10 Metern drei Räume und einen kleinen Eingangsflur. Sie liegt oberhalb des Heusis-Riviers auf einer leichten Anhöhe und diente der Überwachung der Handelsroute zwischen Swakopmund und Windhoek in Deutsch-Südwestafrika. Unweit befand sich ein großer Viehkraal für Pferde sowie die Zugochsen der Frachtwagen.
Der Überlieferung nach wurden als Besatzung gerne Soldaten verwendet, die in Windhoek „zu tief ins Glas schauten“, weshalb die Feste scherzhaft auch Trockenposten genannt wurde.
Das heute ungenutzte Fort besitzt keine Dacheindeckung mehr. Es ist öffentlich zugänglich.